# Кун, Элвин Бойд
Элвин Бойд Кун (англ. Alvin Boyd Kuhn, 22 сентября 1880 — 14 сентября 1963) — американский учёный; занимался сравнительным религиоведением, мифологией, египтологией и лингвистикой. Известен как сторонник мифологической теории происхождения христианства, а также как восторженный сторонник теософии. Его наиболее значительные работы — «Theosophy» (1930) и «A Rebirth for Christianity» (1963).

## Биография
Элвин Кун родился 22 сентября 1880 года на ферме в округе Франклин, штат Пенсильвания (в четырёх милях от городка Гринкасл).
После получения в 1903 году степени бакалавра гуманитарных наук Кун в течение двадцати пяти лет работал преподавателем иностранных языков: испанского, французского, латинского и немецкого. Женился на Мэри Грейс Лейпп (англ. Mary Grace Leippe), дочери редингского бизнесмена. В 1926 и 1927 г.г. принимал участие в летних курсах Колумбийского университета. В сентябре 1927 года Кун, оставив работу преподавателя, поступает в Колумбийский университет для изучения философии.
Получив в 1931 году степень Ph.D., Кун начинает писать и публиковать свои произведения, а также читает лекции (около 2000 лекций только в США и Канаде). Основав в Элизабеттауне издательство «Academy Press», публикует много своих книг и брошюр.
Первой книгой Элвина Куна была его диссертация «Theosophy: A Modern Revival of Ancient Wisdom», изданная в 1930 году в Нью-Йорке. Позднее он скажет, что это был первый случай, когда современный американский (или европейский) университет позволил соискателю степени Ph.D. получить её за диссертацию по теософии.

## Критика
Президент Тихоокеанской ассоциации теологических исследований д-р У. Гаск (W. Ward Gasque) отмечает, что Кун сам издал большинство своих книг. Гаск приводит мнения профессиональных египтологов по поводу изысканий Куна в области египтологии, согласно которым утверждения Куна характеризуются как «крайняя чушь» и «фикция».

## Публикации
- Easter: The Birthday of the Gods. (1922, 2014) — ISBN 9781497938991.
- Theosophy: A Modern Revival of Ancient Wisdom. (1930, 1992, 2009) — ISBN 978-1-56459-175-3.
- The Lost Meaning of Death. (1935, 2011) — ISBN 9781258111793.
- Mary Magdalene and Her Seven Devils. (1936, 2013) — ISBN 9781258979331.
- The Stable and the Manger. (1936, 2013) — ISBN 9781258978891.
- Man’s Two Births — Zodical Symbolism in the Gospel of Luke. (194?)
- The Lost Light: An Interpretation of Ancient Scriptures. (1940, 2007) — ISBN 9781599868141.
- Who is this King of Glory? A Critical Study of the Christos-Messiah Tradition. (1944, 2007) — ISBN 9781585093182.
- Sex as Symbol. The Ancient Light in Modern Psychology. (1945, 2013) — ISBN 9781494091378.
- The Tree of Knowledge. (1947, 2011) — ISBN 9781463523466.
- Creation in Six Days. (1947)
- Through Science to Religion. (1947)
- The Shadow of the Third Century: A Revaluation of Christianity. (1949, 2007) — ISBN 9781599868387.
- India’s True Voice. (1955, 2014) — ISBN 9781631820908.
- The Lost Key to the Scriptures. (1960, 2013) — ISBN 9781258993436.
- Prayer and Healing. (1960, 2013) — ISBN 9781258904449.
- Back with Blavatsky. (1961)
- A Rebirth for Christianity. (1963, 1971, 2014: в соавторстве) — ISBN 9780835631198.
- The Ultimate Canon of Knowledge. (1963, 2013) — ISBN 9781291355703.
- Yule and Noel: The Saga of Christmas. (1966)
- Esoteric Structure of the Alphabet. (1976) — ISBN 9780787305161.
- Hark: Messiah Speaks. A Philosophical Review of the Krishnamurti Teachings. (1985, 1999) — ISBN 9781858103259.
- Christ’s Three Days in Hell & Case of the Missing Messiah. (1990) — ISBN 9780787311889.
- The Red Sea Is Your Blood. (1993) — ISBN 9781564593283.
- Halloween: A Festival of Lost Meanings. (2004) — ISBN 9780766183773.
- The Lens of the Mind. (2005) — ISBN 9781419152825.
- Myth Truer Than History. (2005) — ISBN 9781417996575.
- The Night Is Long. (2005) — ISBN 9781417998111.
- The Root of All Religion. (2005) — ISBN 9781425304195.
- Suns of Intellect. (2005) — ISBN 9781417997138.
- This Evil World. (2005) — ISBN 9781419151453.
- Wedding in the Temple. (2005) — ISBN 9781419151842.
- When Vision Failed. (2005) — ISBN 9781417997251.
- Easter Our Future Goal. (2006) — ISBN 9781430403449.
- Spiritual Symbolism of the Sun and Moon. (2011) — ISBN 9781258018511.
- The Great Myth of the Sun-Gods.
- Let there be Light — on Genesis.
- Platonic Philosophy in the Bible.